# Tatjana Pinto
Tatjana Lofamakanda Pinto (ur. 2 lipca 1992 w Münsterze) – niemiecka lekkoatletka pochodzenia angolsko-portugalskiego specjalizująca się w biegach sprinterskich. 
Podczas mistrzostw świata juniorów w Moncton (2010) była szósta w biegu na 100 metrów oraz wraz z koleżankami sięgnęła po srebro w biegu sztafetowym 4 × 100 metrów. Rok później w Tallinnie na mistrzostwach Europy juniorów zdobyła brązowy medal w biegu na 100 metrów oraz złoty w biegu rozstawnym. Mistrzyni Europy z 2012 w biegu rozstawnym 4 × 100 metrów. W tym samym roku wystąpiła na igrzyskach olimpijskich w Londynie, na których odpadła w eliminacjach biegu na 100 metrów, a wraz z koleżankami ze sztafety 4 × 100 metrów, zajęła 5. miejsce. W 2013 zdobyła złoto i brąz na młodzieżowych mistrzostwach Europy w Tampere. Złota i srebrna medalistka IAAF World Relays (2017). Czwarta zawodniczka w biegu rozstawnym 4 × 100 metrów podczas światowego czempionatu w Londynie w tym samym roku.
W 2022 zdobyła brązowy medal za bieg w sztafecie 4 × 100 metrów podczas mistrzostw świata w Eugene.
Reprezentantka Niemiec w meczach międzypaństwowych. Medalistka mistrzostw kraju.
Rekordy życiowe:
- bieg na 60 metrów (hala) – 7,06 (17 lutego 2018, Dortmund)
- bieg na 100 metrów – 11,00 (29 lipca 2016, Mannheim) / 10,96w (27 maja 2017, Weinheim).